# 韩美自由贸易协定

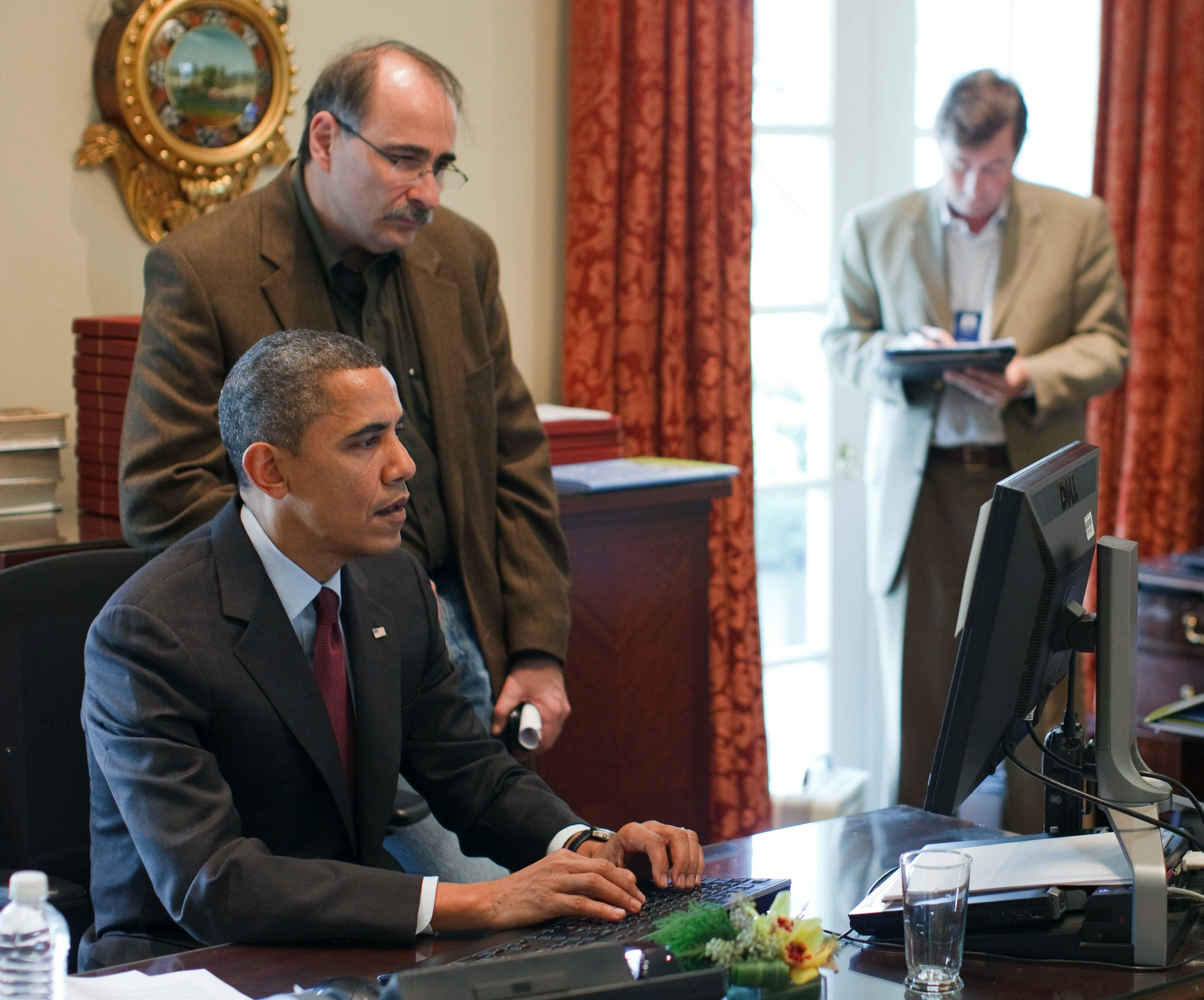
歐巴馬總統在做協定最後審查

《韩美自由贸易协定》是大韓民國與美利堅合眾國的雙邊貿易協定。有關談判在2006年2月2日展開，2007年4月2日結束。兩國於6月30日首次簽署。因事後雙方國內爭議不斷，對美牛及汽車議題都有意見，經過重新談判修訂，於2010年12月再次簽署更新版協議。2011年10月12日，《韩美自由贸易协定》以83-15和278-151票在美国参议院和众议院获得通过， 同年11月22日，该协定以151-7票和12弃权在韩国国会获得通过。 2012年3月，韩美自贸协定正式生效。 
《韩美自贸协定》将使韩美两国近3.62亿的消费者受益。按韩美自贸协定的规定，韩美两国将在5内年消减95%的双边贸易关税。韩美自贸协定是美国与亚洲主要国家签订的第一个自由贸易协定，也是续1993年签订《北美自由贸易协定》后，美国签署的第二个大的自由贸易协定。韩美自贸协定对韩国来说是《韩欧自由贸易协定》后，签署的第二个大自由贸易协定。

## 重談
美國唐納·川普總統上台後政策主軸認為長期以來的全球化和各種自由貿易，結局是讓美國處於不利地位，所以應該利用各種方法重訂遊戲規則，甚至不排除威脅退出。
面對朝鮮核威脅的韓國、日本成為第一個對象，2017年底韓美雙方同意展開重談。馬來西亞新海峽時報評論認為，這是川普再次動用安保系列的威脅手段來折換經濟利益，日本NHK則認為韓國新總統文在寅並非純然西方意識形態的人物，而是一種靈活型人物，美國的威脅手段可能短期獲利，但文在寅可能藉此說服內部尋求多元化外交，最終損害美國長期利益。
2018年9月24日，美国总统唐納·川普和韩国总统文在寅在纽约签署重新修订的《韩美自由贸易协定》。

## 最新发展（2025年）
2025年4月，美韩双方在华盛顿举行“2+2”级磋商，就关税、非关税壁垒、经济安全、投资合作及汇率政策达成初步共识，目标在2025年7月8日美方“对等关税”暂停期结束前，达成一揽子协议以取消相关关税。
6月12日，韩国新任贸易部长田汉坤表示，政府正在加速推进美韩贸易谈判工作，将谈判代表层级提高，扩大应对机制范围，并聚焦高科技与数字贸易框架等新议题。
2025年6月16日，韩国产业部成立特别工作组，由贸易部长牵头，与政府和企业界合作，就关税及非关税问题开展协商，并进入谈判加速期。
6月17日，韩方贸易首长表示，在新政府领导和谈判工作组推动下，谈判即将在数周内进入实质性阶段，以在关税暂停期结束前落实协议。